# Platyrrhinus dorsalis
Platyrrhinus dorsalis (Thomas, 1900) è un pipistrello della famiglia dei Fillostomidi diffuso in America centrale e meridionale.

## Descrizione

### Dimensioni
Pipistrello di medie dimensioni, con la lunghezza della testa e del corpo tra 66 e 86 mm, la lunghezza dell'avambraccio tra 46 e 52 mm, la lunghezza del piede tra 12 e 17 mm, la lunghezza delle orecchie tra 18 e 25 mm e un peso fino a 40 g.

### Aspetto
La pelliccia è lunga, con i singoli peli tricolori. Le parti dorsali sono marroni scure, con una striscia dorsale sottile ma visibile più chiara che si estende dalla zona tra le spalle fino alla groppa, mentre le parti ventrali sono grigio-brunastre scure. Il muso è corto e largo. La foglia nasale è ben sviluppata e lanceolata. Due strisce giallo-brunastre sono presenti su ogni lato del viso, la prima si estende dall'angolo esterno della foglia nasale fino a dietro l'orecchio, mentre la seconda parte dell'angolo posteriore della bocca e termina alla base del padiglione auricolare. Una lunga vibrissa è presente su ogni guancia. Le orecchie sono larghe, triangolari, ampiamente separate e con diverse pieghe poco marcate sulla superficie interna. Il trago è piccolo ed appuntito. Le ali sono attaccate posteriormente alla base dell'alluce. I piedi sono ricoperti di peli mediamente densi. È privo di coda. L'uropatagio è ridotto ad una sottile membrana lungo la parte interna degli arti inferiori, con il margine libero leggermente frangiato e a forma di V rovesciata. Il calcar è corto. Il cariotipo è 2n=30 FNa=56.

## Biologia

### Comportamento
Si rifugia nelle fessure di pareti calcaree e sotto le radici affioranti di alberi.

### Alimentazione
Si nutre di frutta.

### Riproduzione
Femmine gravide sono state catturate in Venezuela nei mesi di gennaio, marzo, aprile, luglio e novembre, mentre altre che allattavano sono state osservate a maggio, luglio, agosto ed ottobre.

## Distribuzione e habitat
Questa specie è diffusa a Panama e lungo i versanti andini della Colombia, Venezuela settentrionale ed Ecuador occidentale.
Vive nelle foreste sempreverdi ed ai margini forestali di colline ed altopiani tra 395 e 2.550 metri di altitudine.

## Conservazione
La IUCN Red List, considerato il vasto areale, la popolazione presumibilmente numerosa e la presenza in diverse aree protette, classifica P.dorsalis come specie a rischio minimo (Least Concern)).